# کامسامولسک بر آمور

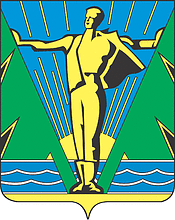
نشان شهر کامسامولسک بر آمور

کامسامولسک بر آمور (به روسی: Комсомольск-на-Амуре) شهری است که در سرزمین خاباروفسک در خاور دور روسیه قرار دارد. این شهر بر کرانه رودخانه آمور قرار دارد و از این رو «بر آمور» نامیده می‌شود.
جمعیت کامسامولسک بر آمور در سال ۲۰۰۹ میلادی برابر با ۲۷۰٬۹۶۲ نفر برآورد شده‌است.